# Aricia delphica
Aricia delphica är en fjärilsart som beskrevs av Wnukowsky 1929. Aricia delphica ingår i släktet Aricia och familjen juvelvingar. Inga underarter finns listade i Catalogue of Life.